# Malik Shams al-Din II
Malik Shams al Din II fou malik de la dinastia Kart d'Herat. Era fill de Malik Shams al-Din I (1245-1278/1279). El seu nom original fou Rukn al-Din, però va agafar el de Shams al-Din al pujar al tron.
L'absència de Shams al-Din I d'Herat, mantingut a l'exili i a la preso pels ilkhànides, va provocar conflictes en aquesta zona, disturbis locals que van seguir després de la mort de Shams al-Din (1279). Per no deixar la zona sense govern hi fou enviat el fill del difunt, Shams al-Din II que fou reconegut als dominis paterns excepte a Kandahar, ciutat que va haver de sotmetre per la força (1280/1281) encara que altres ciutats de fet es van mantenir més o menys independents.
Les seves relacions amb els mongols, inicialment les d'un fidel vassall, van anar empitjorant per arribar a una situació difícil el 1284 quan la princesa salghúrida Abash Khatun del Fars fou deposada i poc després es va establir el domini ilkhànida directe a la zona. Shams al-Din II es va retirar al castell de Khaysar, deixant al seu fill Ala al-Din a Herat com el seu representant; encara més endavant el seu fill es va reunir amb ell a Khaysar; Shams al-Din pensava que si podia mantenir Khaysar podia conservar les muntanyes, que eren el nucli del seu domini; sense la seva presencia Herat fou objecte d'atacs de bandes de lladres i bandits mongols, bandes anomenades Nikudari, coincidint amb una època de desordres als dominis directes ilkhànides ocasionats a partir de la introducció del paper moneda de model xinès introduït el 1294. Els robatoris pels camins i la corrupció van augmentar i l'agricultura va minvar, i petits llogarets especialment a zones remotes foren abandonats; el 1295 va pujar al tron ilkhànida Ghazan, i va adoptar l'islam sunnita, i sota la guia del seu visir Rashid al-Din (1298) va iniciar una política de reformes que la seva mort el 1304 va aturar.
Entre els actes de Ghazan hi va haver el de desposseir (1295) a Shams al-Din II i entregar l'administració dels seus dominis al seu fill Malik Fakhr al-Din que havia passat set anys a la presó (1288-1295) per orde del seu pare i havia estat alliberat per la intercessió del general Nawruz (1295).
Shams al-Din II després de ser deposat, no va abandonar la seva residència al castell de Khaysar on va morir el 3 de setembre del 1305, després de mort el kan Ghazan.